# سکس، دروغ‌ها و نوار ویدئویی
سکس، دروغ‌ها و نوار ویدئویی (به انگلیسی: Sex, Lies, and Videotape) فیلم مستقلی است محصول سال ۱۹۸۹ به کارگردانی استیون سودربرگ. این فیلم داستان مردی است که از زنان در حالی که در مورد روابط جنسی‌شان صحبت می‌کنند فیلم‌برداری می‌کند و همچنین مواجههٔ او را با روابط زوج‌هایی که در ازدواجشان با مشکل مواجهند روایت می‌کند.
این فیلم در انقلابی‌کردن جنبش فیلم‌های مستقل در اوایل دههٔ ۱۹۹۰ تأثیرگذار بود. در سال ۲۰۰۶ این فیلم به دلیل «اهمیت قابل‌توجه فرهنگی، تاریخی یا زیبایی‌شناسانه» به گنجینهٔ ملی فیلم آمریکا در کتابخانهٔ ملی کنگرهٔ آمریکا راه یافت.
این فیلم در جشنوارهٔ فیلم کن ۱۹۸۹ برندهٔ نخل طلا گردید.

## داستان
آن (اندی مک‌داول) در باتون‌روژ زندگی می‌کند. او ازدواج ناخوشایندی با جان (پیتر گالاگر) داشته و تاکنون به ارگاسم نرسیده‌است. او برای مشکلاتش به دنبال یک مشاور است. گراهام دالتون (جیمز اسپادر) دوست قدیمی دوران کالج جان است و اکنون به نظر می‌آید که ولگردی است که پس از نه سال، برمی‌گردد که در باتون‌روژ زندگی کند. وقتی که گراهام برمی‌گردد با آن روبه‌رو می‌شود درحالیکه آن از این موضوع که جان از گراهام دعوت کرده تا وقتی برای خود آپارتمانی دست و پا نکرده با آن‌ها زندگی کند، اطلاع ندارد. وقتی که جان به خانه برمی‌گردد رفتار گراهام به مقدار قابل‌ملاحظه‌ای بیشتر محافظه‌کارانه می‌شود که این به دلیل مخالفت آشکار جان با شخصیت کولی‌وار گراهام است. آن‌ها همچنین در مورد دوست‌دختر دوران کالج گراهام، الیزابت، بحث می‌کنند که او هم در باتون‌روژ زندگی می‌کند.
جان با خواهر آن، سینتیا (لورا سن‌جیاکومو) که یک متصدی بار است، هم‌خوابگی دارد و این کار را با سرزنش آن به دلیل دلزدگی جنسیاش توجیه می‌کند. جان متناوباً دفتر حقوقی‌اش را در میانهٔ روز ترک می‌کند تا با سینتیا ملاقات کند و به منشی‌اش این‌طور آموخته که برای مشتریانی که در لابی منتظر او هستند قرار ملاقات مجددی تنظیم کند.
وقتی که آن بی‌خبر به آپارتمان گراهام سرمی‌زند، متوجه پشته‌ای از نوارهای دوربین ویدئویی می‌شود که دور تلویزیون قرار دارند. وقتی که اصرار می‌کند بداند این نوارهای ویدئویی چیستند، گراهام توضیح می‌دهد که او با زنان در مورد تجربیات و تخیلات جنسی‌شان مصاحبه می‌کند. آن پس از غلبه بر شوک و سردرگمی‌اش آپارتمان گراهام را ترک می‌کند.
روز بعد، سینتیا به آپارتمان گراهام می‌رود و خودش را معرفی می‌کند. سینتیا اصرار می‌کند که گراهام توضیح دهد روز قبل چه چیزی آن را «ترسانده». گراهام برای او در مورد نوارهای ویدئویی توضیح می‌دهد و برای سینتیا در مورد اختلالات جنسی خودش اقرار می‌کند: در حضور دیگران از لحاظ جنسی ناتوان است ولی وقتی که این ویدئوها را به تنهایی می‌بیند ارضا می‌شود. گراهام به سینتیا پیشنهاد می‌کند که او هم یک نوار درست کند و به او اطمینان می‌دهد که کس دیگری اجازه ندارد فیلم‌ها را ببیند. سینتیا که به گراهام اعتماد دارد پیشنهادش را می‌پذیرد. سینتیا پس از بازگشت برای آن که به وحشت افتاده بود گزارش می‌دهد که چه شده. سینتیا همچنین با جان هم در این مورد صحبت می‌کند.
وقتی که آن گوشوارهٔ مروارید سینتیا را در اتاق خواب خود می‌یابد خشمگین می‌شود و راه می‌افتد سمت آپارتمان گراهام تا یک فیلم ویدئویی بسازد. گراهام درخواستش را رد می‌کند و به او می‌گوید این کاری نیست که او در حالت عادی عقلانی بخواهد انجامش دهد ولی آن اصرار می‌کند تا سرانجام گراهام می‌پذیرد.
سپس، آن درخواست طلاق از جان می‌کند. جان با خودش این‌طور استدلال می‌کند که آن با گراهام بوده و ویدئو هم درست کرده‌است. جان به گراهام حمله می‌کند و پس از این‌که او را می‌زند، او را از خانه بیرون انداخته و در را رویش می‌بندد؛ سپس به تماشای نوار آن می‌نشیند. در این نوار آن می‌گوید که هرگز هیچ‌گونه احساسی از رضایت در رابطهٔ جنسی‌اش نداشته. وقتی که گراهام از او می‌پرسد آیا هرگز به رابطهٔ جنسی با مردان دیگری فکر کرده‌ای، تأیید می‌کند که به گراهام فکر کرده. سپس آن دوربین را برمی‌گرداند سمت گراهام. گراهام اعتراف می‌کند که قلبش با الیزابت است و انگیزهٔ او برای بازگشت به باتون‌روژ حس مبهمی از احیای رابطه‌اش با او بوده. او توضیح می‌دهد که جنون اغراق‌گویی (به انگلیسی: Pathological Lying) دارد و با این کار یک رابطهٔ آرمانی با الیزابت را نابود کرده. او توضیح می‌دهد که از آن زمان مسافت زیادی پیموده و به جاهای دوری رفته تا مردم را از روابط دور و بر حذر نگه دارد. گراهام دوربین را خاموش می‌کند که دلالت بر این است که آن دو با هم رابطهٔ جنسی برقرار می‌کنند.
جان که حالا تزکیه یافته در جلوی ایوان به گراهام ملحق می‌شود و با شادمانی آشکاری اعتراف می‌کند که وقتی که گراهام و الیزابت با هم بودند او با الیزابت رابطهٔ جنسی داشته. گراهام خشمگین می‌شود و همهٔ نوارها و همچنین دوربینش را نابود می‌کند.
در پایان، جان به دفتر رئیس اداره‌اش احضار می‌شود که دلالت بر این است که قرار است به دلیل لغو متداوم قرارهای ملاقاتش با مهمانان مهم برای داشتن یک قرار جنسی با سینتیا اخراج شود. در صحنهٔ بعد، آن و سینتیا در بار سینتیا با هم آشتی می‌کنند. سپس آن به خانه برمی‌گردد و جلوی ایوان به گراهام ملحق می‌شود و چنین به نظر می‌رسد که با هم باشند.

## بازیگران
- جیمز اسپادر در نقش گراهام دالتون
- اندی مک‌داول در نقش آن بیشاپ مالانی
- پیتر گالاگر در نقش جان مالانی
- لورا سن‌جیاکومو در نقش سینتیا پاتریس بیشاپ
- استیون بریل در نقش میخانه‌گرد
- ران واتر در نقش پزشک

## جوایز
این فیلم در جشنوارهٔ فیلم کن ۱۹۸۹ برندهٔ نخل طلا و جایزهٔ فیپرشی شد؛ همچنین اسپادار جایزهٔ
بهترین بازیگر را به دست آورد. این فیلم همچنین برندهٔ جایزهٔ تماشاگران در جشنواره فیلم ساندنس شد. سودربرگ برای این فیلم نامزد برای بهترین فیلم‌نامه در جایزهٔ اسکار شد. در سال ۲۰۰۶ این فیلم به دلیل «اهمیت قابل‌توجه فرهنگی، تاریخی یا زیبایی‌شناسانه» به گنجینهٔ ملی فیلم آمریکا در کتابخانهٔ ملی کنگرهٔ آمریکا راه یافت.

## اهمیت
سکس، دروغ‌ها و نوار ویدئویی به دلیل افزایش ویژگی‌های فیلم مستقل، فیلم مهمی در تاریخ سینما است. پیتر بیسکیند در کتابش، تصاویر پست و کثیف، توضیح می‌دهد که موفقیت بی‌سابقهٔ بین‌المللی این فیلم با کم‌بودجه منجر به شروع انفجار فیلم مستقل در دههٔ ۱۹۹۰ شد. این فیلم همچنین به دلیل شروع فعالیت حرفه‌ای استیون سودربرگ مهم است که به عنوان کارگردانی که هم در فیلم‌های جریان اصلی سینما و هم فیلم‌های هنری شناخته شد؛ همچنین این فیلم باعث شروع به کار یا افزایش فعالیت حرفه‌ای بسیاری از بازیگران شد. پیش از این فیلم بازیگر نقش اول زن، اندی مک‌داول، عمدتاً به عنوان یک مدل لباس شناخته شده بود که تمام اجرایش در گری‌استروک: افسانهٔ تارزان، ارباب میمون‌ها توسط گلن کلوز اجرای مجدد شده بود. این فیلم همچنین در معرفی جیمز اسپادر قابل توجه‌است که نقش قهرمان دلسوزی را بازی می‌کند. او همچون بسیاری از فیلم‌های پیشینش بیشتر برای بازی در نقش افراد لات یا فخرفروش مشهور است.
این فیلم همچنین به این دلیل برجسته‌است که جهشی بود در فیلم‌های استودیوی فیلم مستقل میراماکس فیلمز که آن زمان یک دهه عمر داشت. میرامکس با این فیلم و پای چپ من (که بعدتر در سال ۱۹۸۹ منتشر شد) بدل به استودیویی شد که بیشترین همکاری را با فیلم‌سازی مستقل برقرار می‌کند. در میانهٔ دههٔ ۱۹۹۰ میرامکس فعالیت‌هایش را به منظور توسعهٔ پخش فیلم‌های بسیاری از فیلم‌سازان مستقل برجسته نظیر کوئنتین تارانتینو و وودی آلن گسترش داد.

## حضور در فرهنگ عامه
صدها سرخط روزنامه و تبلیغات و عناوین قسمت‌های تلویزیونی و غیره از عنوان این فیلم استفاده کرده‌اند. این استفاده معمولاً به فرم جنسیت، دروغ‌ها و چیزهای دیگر یا یک چیز، یک چیز دیگر و نوار ویدئویی است. این پدیده بیشتر از این‌که از خود فیلم تأثیر گرفته باشند راه خودش را باز کرده.
- پسر در دیدار جهانقسمتی دارد که عنوانش «بیدار شو، کوردی کوچولو» است. در این قسمت نام پروژهٔ کوردی و توپانگا «جنسیت، دروغ و نوار ویدئویی» است
- دکستر قسمتی دارد که عنوان آن «دکس، دروغ و نوار ویدئویی» است
- مسائل خانوادگی قسمتی دارد با عنوان «غذا، دروغ و نوار ویدئویی.»
- سی‌اس‌آی قسمتی دارد با عنوان «جنسیت، دروغ و لارو»
- سی‌اس‌آی: نیویورک قسمتی دارد با عنوان «جنسیت، دروغ و سیلیکون»
- نهر داوسن قسمتی دارد با عنوان «متن، دروغ و نوار ویدئویی»
- سربازان احمق قسمتی دارد با عنوان «خرابی، دروغ و نوار ویدئویی»
- کمتر از کامل قسمتی دارد با عنوان «جنسیت، دروغ و تجهیزات اداری»
- لوییز و کلارک: ماجراهای جدید سوپرمن قسمتی دارد با عنوان «جنسیت، دروغ و نوار ویدئویی»
- مارتین قسمتی دارد با عنوان «چک، دروغ و نوار ویدئویی»
- مواجههٔ شمالی قسمتی دارد با عنوان «جنسیت، دروغ و نوار اد»
- روزول قسمتی دارد با عنوان «تس، دروغ و نوار ویدئویی»
- بی‌بی‌سی برنامه‌ای دارد به نام «جنسیت، شپش و نوار ویدئویی»
- موری تورکیلدسن آلبومی منتشر کرده‌است با عنوان «جنسیت، دروغ و بازی‌های رایانه‌ای»
- سفر شکاف قسمتی دارد با عنوان «شش، دروغ و نوار ویدئویی»
- جنوب هیج‌کجا قسمتی دارد با عنوان «عشق، بچه و نوار ویدئویی»
- سیمپسون‌ها قسمتی دارد با عنوان «جنسیت، پای و خراش‌های احمقانه»
- ماجراهای تموشایی جدید کاسپار قسمتی دارد با عنوان «جن، دروغ و نوار ویدئویی»
- چه کسی می‌شمارد؟ ماریلین برای جنسیت، دروغ و اقتصاد جهانی می‌جنگد
- ویل و گریس قسمتی دارد با عنوان «جنسیت، بازنده و نوار ویدئویی»
- مجموعهٔ کارتونی مردان ایکس قسمتی دارد با عنوان «اسلحهٔ ایکس، دروغ و نوار ویدئویی»
- آخرین‌ها ۳ «جنسیت، دروغ و دی‌وی‌دی»

دیگر رسانه‌ها
- ددماو۵ تک‌آهنگی دارد با عنوان «جنسیت، دروغ، نوار صوتی» که در آلبوم در بازی منتشر شده
- آهنگ «خیلی گرم» کولیو و آهنگ «مسیح راه می‌رود» کانیه وست هردو به «جنسیت، دروغ و نوار ویدئویی» اشاره می‌کنند
- تک‌آهنگ «گرد هم آییم» از آلبوم اسکریمادلیکا اثر پرایمل اسکریم به مثالی از مک‌داول اشاره می‌کند که می‌گوید «قشنگ است… واقعاً قشنگ است»
- گروه درام و بیس آمریکایی، اوول اینتنت، در آلبومشان دوران انحراف آهنگی دارد به اسم «مرگ، دروغ و نوار ویدئویی» (۲۰۰۸)
- آهنگ ۱۰ آلبوم اجین میرمن کمدین، «خدا پسری دوازده‌ساله‌است با اسپرگرها»، عنوانش است «جنسیت، دروغ‌های هوایی و نوار ویدئویی: یک نمایش رادیویی در سه پرده که کاملاً بر اساس یک داستان واقعی است»

## پی‌نوشت
1. ↑  Box Office Information for Sex, Lies, and Videotape.  The Numbers. Retrieved April 24, 2012.
2. 1 2  «Festival de Cannes: Sex, Lies, and Videotape». festival-cannes.com. بایگانی‌شده از اصلی در ۲۷ سپتامبر ۲۰۱۳. دریافت‌شده در ۲۰۰۹-۰۸-۰۱.